# Charles de Žerotín l'Ancien
Pour les articles homonymes, voir Žerotín.
Charles de Žerotín l'Ancien (en tchèque Karel starší ze Žerotína ou en orthographe plus ancienne ze Zierotina) est un noble de Bohême-Moravie de la famille Zierotin/ Žerotín (Žerotínové, ancienne orthographe Zierotinové), gouverneur de la Moravie de 1608 à 1615, né le 15 septembre 1564 à Brandýs nad Orlicí (en allemand, Brandeis), dans l'ancien kraj de Chrudim, aujourd'hui dans le district d'Ústí nad Orlicí, et mort le 9 novembre 1636 à Přerov, dans le margraviat de Moravie.

## Biographie
Charles de Žerotín était le fils du juge de la Haute Cour de Moravie, Jean de Žerotín l'Ancien († 1583). Il a d'abord fréquenté l'école des Frères tchèques à Ivančice (all: Eibenschütz), puis a poursuivi ses études à l'Académie de Strasbourg et à l'Université de Bâle. Là et lors de divers voyages éducatifs dans les pays d'Europe occidentale et en Italie de 1578 à 1587, il acquiert une large connaissance du droit, de la théologie et de plusieurs langues étrangères. Il est reçu et logé à Genève par Théodore de Bèze et suivi ses cours ainsi que ceux de Johann Jakob Grynaeus et d'Amandus Polanus. Il a également noué de nombreuses relations politiques à cette époque.

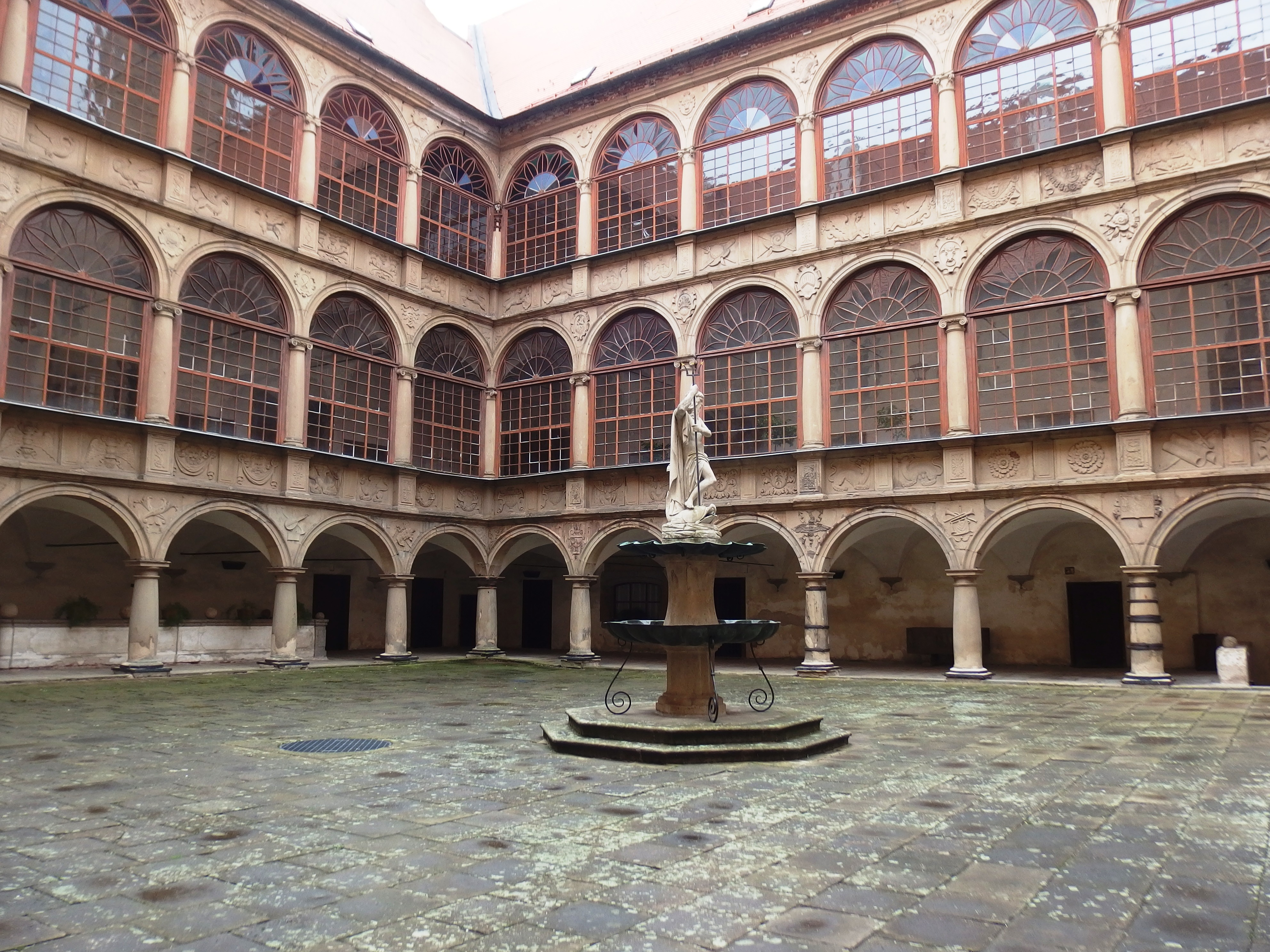
Cour intérieure du château de Náměšť nad Oslavou.

Après la mort de son père en 1583, il hérite de Náměšť nad Oslavou, où il lance l'extension de la bibliothèque du château de Náměšť nad Oslavou, et de Rosice (all: Rossitz), qui devient un centre important des Frères tchèques pendant son gouvernement. Au château de Rosice, qu'il choisit comme résidence, il installe une vaste bibliothèque. En 1588, il acquit la ville de Holešov (all: Holleschau) près de Kroměříž (all: Kremsier), qui était devenue une base pour les Frères tchèques au fil des décennies.
Charles de Žerotín a prêté 40 000 écus à Henri III de Navarre pour défendre la cause des protestants français. En 1591, il combat en France aux côtés des huguenots commandés par Henri III de Navarre au siège de Rouen. À son retour en Moravie, il doit se défendre devant un tribunal de crime de haute trahison pour avoir prêté de l'argent au roi de Navarre. Cette accusation a été retirée en 1593 quand il décide de prendre part à la lutte contre les Turcs. En 1594, il devient membre du Landrecht morave, la cour suprême du margraviat de Moravie. Il se rend également en Hongrie avec les troupes moraves pendant la Longue Guerre turque (1593-1606). À cette époque, Žerotín est devenu le chef de l'opposition des États à l'empereur Rodolphe II en Moravie. En 1599, il fut poursuivi par le trésorier morave Siegmund von Dietrichstein pour avoir détourné des biens impériaux et entretenu des contacts de trahison avec la France et l'électeur palatin. Bien qu'il ait été acquitté, il a été démis de ses fonctions. Les années suivantes, il vécut reclus dans ses terres.
En 1607, dans le conflit entre les deux frères de la famille de Habsbourg, l'empereur du Saint-Empire romain germanique Rodolphe II et son frère l'archiduc Matthias, Charles de Žerotín prend le parti de l'archiduc Matthias qui veut priver son frère Rodolphe II des couronnes de Bohême et de Hongrie, ainsi que du Saint-Empire romain germanique. Sous la direction de Žerotín, les domaines moraves ont formé une confédération avec la Hongrie et les terres autrichiennes, qui étaient également opposées à l'empereur Rodolphe II. Ensemble, ces pays ont mené une action militaire contre le chef de l'empire avec Matthias. Il a également tenté en vain de mettre la Bohême du côté de Matthias. Par le traité de paix signé le 25 juin 1608 à Libeň (all: Lieben) entre Rodolphe II et son frère Mattias, Rodolphe II a dû finalement céder à son frère le contrôle royaume de Hongrie, de l' archiduché d'Autriche et du margraviat de Moravie. Seuls le royaume de Bohême, le margraviat de Lusace et le duché de Silésie restaient à Rodolphe II, mais il n'a pu conserver le royaume de Bohême jusqu'en 1611 et le titre d'empereur du Saint-Empire romain germanique jusqu'à sa mort.
En tant que gouverneur de Moravie, Charles de Žerotín avait atteint le sommet de sa carrière en 1608. À ce titre, il réussit à garantir la liberté religieuse des protestants moraves pendant encore quelques années. Cependant, il fut de plus en plus mis sous pression par des catholiques influents à la cour de l'empereur et perdit en même temps le soutien de la communauté foncière morave, raison pour laquelle il démissionna de ses fonctions en 1615. Il a été le protecteur de Jan Amos Comenius. En 1613, il lui a fourni les fonds pour aller continuer ses études à Herborn et à la faculté de théologie de l'Université de Heidelberg, avant de revenir en Moravie, en 1614, pour enseigner à l'école latine de Přerov.
Après la deuxième défenestration de Prague, en 1618, Charles de Žerotín revient à la politique active. Il milite pour une solution pacifique au conflit entre les États de Bohême et les Habsbourg et participe aux négociations à Vienne jusqu'en mars 1619. L'empereur Matthias est mort pendant les négociations. Après que l'opposition protestante radicale eut prévalu en Moravie avec le soutien militaire tchèque, Charles de Žerotín fut assigné à résidence.
Après l'élection de Frédéric V du Palatinat, surnommé le « le roi d'un hiver », en 1619 en tant que nouveau roi de Bohême, les domaines moraves ont rendu hommage au roi nouvellement élu le 6 février 1620 dans l'église jésuite de Brno. Puisque Charles de Žerotín se sentit lié par le serment prêté à Ferdinand II, il refusa de lui rendre hommage.
Après la bataille de la Montagne-Blanche, le 8 novembre 1620, l'empereur Ferdinand II a poursuivi une Contre-Réforme rapide, dont le concept est venu du nonce Carlo Carafa et des jésuites. En 1621/22, tous les membres du clergé non catholiques ont dû quitter le pays et, en 1624, la foi catholique est devenue la seule religion reconnue. En conséquence, tous les citoyens non catholiques ont eu le choix de devenir catholiques ou d'émigrer. Charles de Žerotín a été autorisé à conserver ses terres, bien que tous les nobles protestants qui ne se soient pas convertis aient été dépossédés, même s'ils n'étaient pas impliqués dans le soulèvement contre l'empereur. Son beau-frère beaucoup plus jeune Albrecht von Wallenstein, dont la sœur a été brièvement mariée à Charles de Žerotín et qu'il avait soutenu et encouragé dans sa jeunesse, a tenu sa main protectrice sur lui. Durant cette période, il a soutenu financièrement de nombreuses victimes de la re-catholicisation de la Bohême. C'est grâce à lui que l'imprimerie de l'Union des Frères a pû être déplacée de Namiest sur l'Oslawa à Leszno (all: Lissa) en Pologne et leur bibliothèque de Kralice nad Oslavou à Breslau.
En 1629, il vendit ses domaines à Albrecht von Wallenstein et s'exila volontairement à Breslau, plus tolérant sur le plan religieux, mais visita plusieurs fois la Bohême et la Moravie. À partir de 1633, il vécut à Přerov (all: Prerau), où il mourut en 1636. Son corps qui se trouvait dans le caveau funéraire familial à Velké Losiny (all: Groß Ullersdorf) a été transféré en 1842 dans la crypte de la famille Žerotín de l'église Saint-Georges de Bludov (all: Blauda).

## Famille
Charles de Žerotín l'Ancien s'est marié quatre fois :
- 1er mariage en 1589 avec : Barbara Kraiger von Kraigk († 1591),
  - une fille : Bohunka von Žerotín, ⚭ 1er avec Hynek von Würben (1589–1614), ⚭ 2e vers 1617 avec Sigmund Teuffenbach von Tiefenbach († 1637)
- 2e mariage en 1596 avec : Elisabeth Kraiger von Kraigk († 1600),
  - une fille : Alena de Žerotín
- 3e mariage le 17 août 1604 avec Kateřina Anna von Waldstein auf Arnau, (* 1584 - † 9 août 1605), sœur d'Albrecht von Wallenstein,
- 4e mariage le 22 juin 1614 avec Kateřina von Waldstein , (* 1568 - † 1er février 1637).

## Source
- (de) Cet article est partiellement ou en totalité issu de l’article de Wikipédia en allemand intitulé « Karl der Ältere von Žerotín » (voir la liste des auteurs).